# Jastrzębie Dziemiańskie
Jastrzębie Dziemiańskie (dodatkowa nazwa w j. kaszub. Jastrzãbié; niem. Königsdorf) lub też dawniej Daszki – wieś kaszubska w Polsce położona w województwie pomorskim, w powiecie kościerskim, w gminie Dziemiany na terenie Wdzydzkiego Parku Krajobrazowego.
W skład sołectwa Jastrzębie wchodzi także miejscowość Czarne.
W latach 1975–1998 miejscowość administracyjnie należała do województwa gdańskiego.